# Lopott szavak (film, 2012)
A Lopott szavak (eredeti cím: The Words) 2012-ben bemutatott amerikai romantikus filmdráma, melyet Lee Strenthal, valamint Brian Klugman írt és rendezett. A főbb szerepekben Bradley Cooper, Jeremy Irons, Dennis Quaid, Zoë Saldana és Olivia Wilde látható. 
A film középpontjában egy fiatal író áll, aki olyan könyvet ad ki a saját neve alatt, amelyet valójában nem ő írt.

## Cselekmény
Clay Hammond sikeres, befutott író, aki új könyvéből, a Szavak-ból olvas fel részleteket egy író-olvasó találkozón. A könyv főszereplője egy fiatal író, Rory Jansen.
Rory egy brooklyn-i kiadónál dolgozik, minden álma, hogy egyszer író lehessen. Alig képes eltartani magát és fotós menyasszonyát, Dorát. Egy régi gyárépület a lakásuk, Rory minden estéjét írással tölti, de a kiadók sorra utasítják el műveit, más írók is lenézik.
Végül összeházasodik Dorával, és Rory édesapjának pénzéből Párizsba mennek nászútra. Dora behívja Rory-t egy régiségboltba, ahol Rory talál egy régi aktatáskát, amit Dora megvesz neki. Otthon Rory épp beletenné új könyvét a táskába, amikor egy 1940-es évekből származó gépelt kéziratra bukkan a táskában. Átírja a számítógépébe, és egyik este Dora elolvassa, és azt kéri, hogy vigye be a kiadóba. Valóban, a könyv megtetszik a szerkesztőnek és ki is adja, A könnyező ablak címmel. Rory elnyeri az amerikai irodalmi díj legrangosabb kitüntetését. 
Clay ezután tart egy kis szünetet. Odamegy hozzá egy Daniella nevű fiatal egyetemista lány, aki négyszemközt meginterjúvolja. Clay elmondja, hogy elvált, de még mindig jegygyűrűt hord. Megbeszélik, hogy találkoznak a felolvasás után. Clay visszatér a könyv felolvasásához.
Rory egy alkalommal sétát tesz a Central Parkban, és találkozik egy öregemberrel, aki azzal a megdöbbentő kijelentéssel áll elő, hogy ő A könnyező ablak valódi szerzője, és elmeséli a megrázó, valódi történetet, amiről a könyv szól:
Egy átlagos fiatalember (az öregember fiatalon) a második világháború végén Párizsban társaival együtt a berobbant csatornákat takarítja. Egy kávézóban találkozik Celia-val, egy bájos francia lánnyal. Azonnal egymásba szeretnek, feleségül veszi, és kislányuk születik. Sajnos azonban a baba nem sokkal a születése után súlyos beteg lesz és meghal. Celia ettől annyira összetörik, hogy hazautazik az anyjához vidékre, és otthagyja a fiút, aki papírra veti a történetüket, majd elküldi Celia-nak. Celia, visszafelé utazva Párizsba, ottfelejti a vonaton a táskát, amibe a kéziratot tette. Az elveszett írás miatt kapcsolatuk tönkremegy, a fiatalember végül visszautazik Amerikába. Rory kissé részegen tér haza, ahol feleségének bevallja, hogy a sikerkönyvet nem ő írta. Dora csalódottan otthagyja.
A felolvasásnak vége. Clay azt mondja a közönségnek, hogy ha tudni szeretnék a történet végét, meg kell venniük a könyvet. Daniella felmegy Clay lakására, és még kikérdezi a történet végét: Rory elmegy az öregemberhez, akinek pénzt akar adni, de az nem akarja a pénzt elfogadni. Pár héttel később meghal. Rory behelyezi a kéziratot a sírjába, s a titkot örökre megőrzi. Daniella és Clay megcsókolják egymást, majd Daniella elmegy.

## Szereplők
| Szerep       | Színész        | Magyar hang         |
| ------------ | -------------- | ------------------- |
| Rory Jansen  | Bradley Cooper | Rajkai Zoltán       |
| Öregember    | Jeremy Irons   | Rosta Sándor        |
| Clay Hammond | Dennis Quaid   | Kőszegi Ákos        |
| Dora Jansen  | Zoë Saldana    | Majsai-Nyilas Tünde |
| Daniella     | Olivia Wilde   | Haumann Petra       |
| fiatalember  | Ben Barnes     | Szatory Dávid       |
| Celia        | Nora Arnezeder | Földes Eszter       |
| Rory apja    | J. K. Simmons  | Barbinek Péter      |